# Pe frontul de vest nimic nou (roman)
Pe frontul de vest nimic nou nou (în germană Im Westen nichts Neues) este un roman scris de Erich Maria Remarque și publicat în 1929, unul din cele mai de succes romane cu acțiunea în Primul Război Mondial. Autorul a folosit ca titlu al cărții o frază caracteristică propagandei de război.

## Geneza cărții
La vârsta de optsprezece ani, în 1917, Remarque a fost trimis pe front, unde a fost rănit la piciorul stâng, mâna dreaptă și gât. A fost internat într-un spital militar și a rămas acolo până la sfârșitul războiului. A fost trimis acasă când avea douăzeci de ani. Alături de contemporanii săi, nu văzuse nimic altceva pe lume decât școala și frontul. Romanul este povestea acestei generații, suferința și deziluzia lor.
Simbol al pacifismului german, romanul devine rapid un bestseller și este urmat de alte romane ale lui Remarque în aceeași serie, precum Întoarcerea și Trei camarazi.
Autorul, urmărit în anii 1930 de către militanții nazismului din cauza pacifismului pe care îl reprezenta, a emigrat în Elveția, iar ulterior în Statele Unite. Cartea sa a fost arsă în timpul arderii cărților în Germania Nazistă din 1933, la trei luni după ascensiunea lor la putere.

## Rezumat
Paul Bäumer este un tânăr german de 19 ani. După ce a fost supus unei spălări patriotice a creierului de către profesorul lor, Kantorek, el și toți colegii săi se înrolează voluntar în armata imperială germană.
După zece săptămâni de antrenament, întâlnirea cu celebrul caporal Himmelstoss (în traducere „Brânci spre cer”) și brutalitatea vieții de pe front îi vor face pe Paul și pe prietenii săi să descopere că idealurile lor de patriotism și naționalism sunt doar niște clișee care nu se potrivesc cu lumea reală. Confruntat cu realitatea războiului, tânărul soldat se simte trădat de conducătorii săi.
Paul povestește grozăviile războiului: tranșeele sunt invadate de șobolani sau complet distruse de obuze. Fericit că are permisiunea, Paul se întoarce acasă, dar este înțeles doar de mama lui, care nu-i pune întrebări. Întors din permisie, este fericit că nu și-a pierdut niciunul din prieteni.
Forțat să se maturizeze brusc la vârsta de 19 ani, Paul pune la îndoială referințele morale care i-au fost insuflate. El se întreabă cum va putea un om care nu a cunoscut niciodată altceva decât războiul, să ducă o viață normală după ce dezastrul se va termina.
Suferința fizică este împinsă la paroxism, cadavrele sunt goale și sfârtecate, rupte de artilerie în bucăți. Soldații speră să fie răniți, aceasta reprezentând un bilet de întoarcere în spatele liniei frontului. Apare o fraternitate în suferință între bărbații care exprimă ceea ce trăiesc pe front, pentru că oamenii din spatele frontului sunt incapabili să înțeleagă ce li se întâmplă. Ei merg la război aproape fericiți, mândri că își servesc țara.

## Ecranizări
- Nimic nou pe frontul de vest (1930)
- Nimic nou pe frontul de vest (2022)

## Traduceri în limba română
- Pe frontul de vest nimic nou, trad. de Emanuel Cerbu, nr. 294 din colecția Biblioteca pentru toți, Editura pentru Literatură, București 1965.